# Domenico Milani
Domenico Milani (Guarcino, 18 maggio 1875 – Roma, 27 giugno 1955) è stato un magistrato e politico italiano.

## Biografia
Nell'amministrazione dell'interno dal 1898, è stato direttore dell'Ufficio del personale al Ministero dell'interno, capo di Gabinetto della Delegazione centrale per la pesca, presidente di Camera di commercio a Como e Alessandria, commissario prefettizio dei comuni di Benevento e Frosinone, sindaco effettivo dell'Istituto nazionale delle assicurazioni, membro del Comitato di liquidazione per le pensioni privilegiate ordinarie e delegato della Commissione parlamentare d'inchiesta per le terre liberate a Trieste e a Gorizia. Conclude la carriera come presidente di sezione della Corte dei conti. Senatore dal 1939 viene dichiarato decaduto dall'Alta Corte di Giustizia per le Sanzioni contro il Fascismo con sentenza del 16 novembre 1944.